# Exaile
Exaile — компьютерная программа для проигрывания аудиофайлов в Linux и других UNIX-подобных операционных системах. Написана на языке программирования Python. Для проигрывания аудиофайлов используется программный компонент GStreamer.

## История
Exaile появился благодаря идее создать аудиоплеер, схожий по функциональности и графическому интерфейсу с другим аудиоплеером Amarok, но, в отличие от последнего, реализуемого не на библиотеках KDELibs и Qt, а на библиотеках GTK+.

## Особенности
Для Exaile существует множество поключаемых модулей (плагинов), значительно расширяющих возможности программы, которые можно создавать самостоятельно. Для работы некоторых модулей необходимо наличие дополнительных программных компонентов (зависимостей). Список некоторых модулей:
- Поиск и отображение информации об исполнителе и альбоме c LyricWiki.
- Поиск и отображение обложек альбомов с интернет-сервисов Last.fm и Amazon.com.
- Поиск и отображение текста песен с LyricWiki и Lyricsfly.com.
- Доступ к каталогу музыкального интернет-сервиса Jamendo.
- Просмотр и прослушивание аудиокниг с LibriVox.
- Использование динамических плей-листов с Last.fm.
- Поиск похожих исполнителей в локальной базе и добавление их в список воспроизведения.
- Эквалайзер.
- Прослушивание интернет-радио.
  - Сохранение 
радиопотока, распространяемого по технологии SHOUTcast, в различные звуковые форматы, с помощью программы Streamripper[4].
  - Отправка информации о прослушиваемых треках на интернет-радио Last.fm и другие сервисы, поддерживающие т. н. скробблинг.
- Отображение названий прослушиваемых треков в статусах клиента мгновенных сообщений Pidgin.
- Поддержка iPod.
- Поддержка плееров, использующих MTP.
- Поддержка протокола передачи данных DAAP, используемого в медиаплеере iTunes.
- Чёрный список композиций.
- Воспроизведение и конвертирование (см. CD-риппер) Audio CD.
- Выравнивание громкости с помощью программного стандарта Replay Gain.
- Сочетания клавиш с использованием Xlib. Мультимедийные клавиши GNOME.
- Базовая поддержка подкастов.
- Редактирование аудиотегов ID3. Расширенное редактирование аудиотегов и организация аудиобиблиотеки с помощью программы Ex Falso, являющейся частью аудиоплеера Quod Libet[5].